# Hoogeinde (Veghel)
Hoogeinde is een kleinschalige woonwijk in de Noord-Brabantse plaats Veghel. De wijk is onderdeel van de nieuwe gebiedsindeling Veghel-West.

## Ligging
Hoogeinde wordt ten noorden begrensd door de Hoogstraat, ten zuiden door de Rembrandtlaan (in de toekomst Rembrandtboulevard), ten oosten door rivier de Aa en ten westen door de Sluisstraat en woonwijk Eikelkamp.

## Geschiedenis
Hoogeinde is reeds zeer oud en vormde vroeger een van de grootste gehuchten ten westen van Veghel. Aan de huidige Hoogstraat lag destijds het belangrijke Brabantse leengoed de hoeve Te Overaa. Deze hoeve werd in de jaren 50 van de twintigste eeuw afgebroken om plaats te maken voor enkele oorlogsmonumenten, waaronder het in 1959 door prinses Irene geopende Airborne-monument ter nagedachtenis aan Operatie Market Garden in 1944. De grote villa Huize Rustplaats te Hoogeinde werd in dat jaar door het 101st Airborne Division ingericht als hoofdkwartier voor kolonel Johnson, waarna het de naam Klondike kreeg. Aan deze belangrijke episode herinnert de gevelsteen met daarop het embleem van de Airborne.
Hoogeinde heeft haar groei vooral te danken aan de totstandkoming van de Zuid-Willemsvaart tussen 1822 en 1826. Met de aanleg van dit kanaal werd tevens een haven aangelegd, die via Hoogeinde tot in de kom van Veghel reikt. Deze haven heeft momenteel een functie als recreantenhaven gekregen.
Door de waterontsluiting, gecombineerd met een tram- en spoorverbinding werd de haven al vanaf het midden van de 19e eeuw een aantrekkelijke vestigingsplaats voor bedrijven. Van der Aa beschrijft in 1846 het gebied rond Hoogeinde en haven dan ook als "een levendige buurt" vanwege de vestiging van winkels, pakhuizen en herbergen.

## Karakteristiek
Typerend voor de wijk zijn de vele woningen in de vrije sector, veelal gelegen op ruime percelen. De wijk ligt pal tegen Veghel-Centrum en kent weinig eigen voorzieningen. In de wijk liggen een aantal voorzieningen zoals Peuterspeelzaal De Speelbal en de R.K. Basisschool Bernadette. De voormalige PiusX MAVO lag ook in de wijk, maar is in 2008 afgebroken voor nieuwbouw van de Franciscusschool. Dit is een school voor Speciaal en Speciaal Voortgezet Onderwijs.
Aan de kolonel Johnsonstraat is de Thuiszorg gevestigd in het oude Witgele Kruisgebouw. In 1964 werd aan de Sluisstraat de H.Hartkerk geopend, tweede parochiekerk van Veghel. Tot deze kerk behoren alle wijken ten westen van de Aa. De H.Hartkerk is in 2006 gesloopt en in een kleiner gebouw ondergebracht. De karakteristieke klokkentoren is blijven staan en is opgenomen in het plan De Campanula.